# Вогнівка лучна жовта
Вогнівка лучна жовта (Mecyna flavalis) — вид лускокрилих комах родини вогнівок-трав'янок (Crambidae).

## Поширення
Вид поширений в Європі та Північній Азії від Іспанії до Японії.

## Опис
Розмах крил 25-29 мм.

## Спосіб життя
Метелики літають у липні-серпні. Личинки живляться листям підмаренника м'якого, полина-нехвороща, м'яточника, резеди і кропиви жалкої.